# Горчаков, Андрей Иванович (дипломат)
Андре́й Ива́нович Горчако́в (1914 — ?) — советский дипломат. Чрезвычайный и полномочный посол.

## Биография
Член ВКП(б) с 1941 года.
В 1941—1956 годах — комсомольский и партийный работник в Москве, секретарь Московского горкома ВЛКСМ.
На дипломатической работе с 1956 года.
- В 1956—1959 годах — заведующий IV Европейским отделом МИД СССР.
- В 1959—1963 годах — советник-посланник Посольства СССР в ГДР.
- В 1963—1965 годах — на ответственной партийной работе в Москве.
- С 15 мая 1965 по 15 апреля 1967 года — чрезвычайный и полномочный посол СССР в Корейской Народно-Демократической Республике[1].
- В 1967—1977 годах — на ответственной работе в центральном аппарате МИД СССР.

С 1977 года — в отставке.